# Roser Llop
Roser Llop Florí (Figueres, 6 maggio 1961 – San Sebastián, 13 febbraio 2001) è stata una cestista spagnola.

## Carriera
Con la Spagna ha disputato tre edizioni dei Campionati europei (1980, 1985, 1987).